# ジョー・ウィーランド
ジョー・ウィーランド（英語: Joe Wieland, 本名：ジョゼフ・アンドリュー・ウィーランド（Joseph Andrew Wieland, ）1990年1月21日 - ）は、アメリカ合衆国ネバダ州リノ出身の元プロ野球選手（投手）。右投右打。

## 経歴

### プロ入りとレンジャーズ傘下時代
2008年のMLBドラフト4巡目（全体123位）でテキサス・レンジャーズから指名され、6月8日に契約。この年は傘下のルーキー級アリゾナリーグ・レンジャーズで13試合に登板し、5勝1敗、防御率1.44だった。
2009年はA級ヒッコリー・クロウダッズで19試合に登板し、4勝6敗、防御率5.31だった。
2010年はA級ヒッコリーで15試合に登板し、7勝4敗、防御率3.34だった。7月にA+級ベーカーズフィールド・ブレイズへ昇格。11試合に登板し、4勝3敗、防御率5.19だった。
2011年はA+級マートルビーチ・ペリカンズで14試合に登板し、6勝3敗、防御率2.10だった。6月にAA級フリスコ・ラフライダーズへ昇格。7試合に登板し、4勝0敗、防御率1.23だった。

### パドレス時代
2011年7月31日にマイク・アダムスとのトレードで、ロビー・アーリンと共にサンディエゴ・パドレスへ移籍した。移籍後はAA級サンアントニオ・ミッションズで5試合に登板し、3勝1敗、防御率2.77だった。
2012年はAAA級ツーソン・パドレスで開幕を迎えた。4月14日にパドレスとメジャー契約を結んだ。同日のロサンゼルス・ドジャース戦で先発起用されメジャーデビュー。5回を投げ三本の本塁打を打たれるなど、6安打6失点2四球と打ち込まれ、メジャー初黒星を喫した。その後も3連敗し、5度目の登板となった5月6日の試合で右肘を故障。5月11日に15日間の故障者リスト入りした。6月26日に60日間の故障者リストへ異動し、7月27日にはトミー・ジョン手術を受け、残りのシーズンを全休した。この年は5試合に登板し、0勝4敗、防御率4.55だった。オフの10月29日に故障者リストから外れた。
2013年2月26日に前年の手術の影響で、60日間の故障者リストへ異動。3月9日にパドレスと1年契約に合意した が、シーズン中には復帰できず、未登板のまま終わった。オフの10月25日に故障者リストから外れた。
2014年3月3日にパドレスと1年契約に合意した。3月29日に再び15日間の故障者リスト入りし、4月2日に60日間の故障者リストへ異動した。この年は2年ぶりにメジャー復帰し、初勝利も挙げた。

### ドジャース時代
2014年12月18日にマット・ケンプ、ティム・フェデロビッチとのトレードで、ヤズマニ・グランダル、ザック・エフリンと共にドジャースへ移籍した。
2015年はAAA級オクラホマシティ・ドジャースで21試合に登板（うち先発20回）し、10勝5敗、防御率4.59を記録した。一方メジャーでは2試合に先発登板したが、0勝1敗、防御率8.31に終わった。

### マリナーズ時代
2016年1月12日にエリック・メヒアとのトレードで、シアトル・マリナーズへ移籍した。開幕は傘下のAAA級タコマ・レイニアーズで迎え、5月2日に40人枠を外れた。8月12日にメジャー契約を結んで25人枠入りしたが、同日のオークランド・アスレチックス戦で先発するも5回6失点で敗戦投手となった。8月19日にAAA級タコマへ降格、8月20日に40人枠を外れ、9月14日、後日発表選手とのトレードでアトランタ・ブレーブスに移籍したが、10月13日にFAとなった。

### DeNA時代
2016年11月7日にNPBの横浜DeNAベイスターズと契約した。背番号は56。
2017年には、4月6日の対読売ジャイアンツ戦に、先発投手としてNPBの公式戦にデビュー。開幕当初は好投しても打線の援護に恵まれない試合が続いたが、4月28日の対広島東洋カープ戦（いずれも横浜スタジアム）でNPB初安打・初打点・初勝利を記録したことを皮切りに、先発登板で3連勝を達成した。5月17日の対広島戦（MAZDA Zoom-Zoom スタジアム広島）では、打者としてNPB初本塁打を記録している。同月下旬に右肘周辺に張りを感じたため、6月1日から戦列を離れたが、7月7日の対中日ドラゴンズ戦（ナゴヤドーム）から一軍に復帰。7月18日の対東京ヤクルトスワローズ戦（明治神宮野球場）から9月12日の対広島戦（マツダ）までの先発登板では、チームの歴代外国人投手で初めての公式戦5連勝、9月25日の対阪神タイガース戦（阪神甲子園球場）ではNPB初完投・初完封勝利を記録した。レギュラーシーズンの最終登板であった10月1日の対広島戦（横浜）では、3回裏の第2打席で3号本塁打を放つなど、8番打者として3安打4打点をマーク。投げては5回7失点という内容ながら、チームの歴代外国人投手では初めてのシーズン10勝目を挙げ、自身の連勝を7にまで伸ばした。チームのレギュラーシーズン3位で迎えたクライマックスシリーズでは、阪神とのファーストステージ第3戦（10月17日） および、広島とのファイナルステージ第4戦（10月23日） に先発で登板し、いずれの試合でも勝利投手になりチームのファーストステージ突破に貢献した。横浜スタジアムで19年振りに開催された日本シリーズ第3戦（10月31日）でも、福岡ソフトバンクホークス打線を相手に先発で5回2/3を投げたものの、3失点し、黒星を喫した。日本シリーズ終了3日後の11月8日には、翌2018年もチームに残留することが球団から発表された。1年契約で、推定年俸は1億3,000万円。
2018年には、春季キャンプの期間中に右肘痛が再発した影響で調整が遅れ、公式戦の開幕を二軍で迎えた。4月23日の対ヤクルト戦（神宮）に先発投手として一軍に復帰したが、6回2失点という内容で敗戦投手になり、前年7月18日の同カード（前述）から続いていたレギュラーシーズンでの連勝が7でストップ。一軍公式戦でのシーズン初勝利は、5月20日の対巨人戦（東京ドーム）にまで持ち越された。7月10日の対中日戦4回裏の打席でバックスクリーンを直撃するソロ本塁打を山井大介から放つ など、打撃面での勝負強さは健在。8月2日の対巨人戦では先発登板でシーズン7敗目を喫し、翌8月3日の対広島戦（いずれも横浜）では、同点で迎えた延長11回裏2死1・2塁で来日後初めて代打に起用された（結果は四球）。一軍公式戦16試合に登板したが4勝9敗、防御率4.99と振るわず、シーズン終了後には球団から翌2019年の契約を見送る旨を通告された。12月2日に自由契約公示された。

### 起亜時代
2018年12月5日にKBOリーグの起亜タイガースと契約を結んだ。背番号は、DeNA時代に続いて56。
2019年先発投手として28試合に登板し、8勝10敗、防御率4.75を記録したが、同年限りで退団した。なおKBOリーグは指名打者制を採用しているため、打席に立つ機会は無かった。

### 独立リーグ時代
2020年は、新型コロナウイルスの感染拡大の影響で中止となったマイナーリーグの代替として一時的に開催された独立リーグであるコンステレーション・エナジー・リーグでプレーした。

### カブス傘下時代
2020年9月10日にシカゴ・カブスとマイナー契約を結んだ。傘下A級で行われているキャンプに参加しメジャー昇格を目指したが、昇格の機会がないままシーズンを終了した。
2021年は故障のためマイナーでも登板はなく、オフの11月7日にFAとなった。

### レイズ傘下時代
2022年5月11日にタンパベイ・レイズとマイナー契約を結んだ。8月14日に自由契約となった。

### アスレチックス傘下時代
2023年1月19日にオークランド・アスレチックスとマイナー契約を結び、AAA級のラスベガス・アビエイターズに配属された。23試合に登板したが、4勝4敗、防御率8.16という成績に終わり、7月4日に自由契約となった。

### 独立リーグ時代
2023年8月20日にアメリカン・アソシエーションのシカゴ・ドッグスと契約を結んだ。3試合に先発登板して1勝0敗、防御率1.76という成績だった。

### メキシカンリーグ時代
2024年2月26日にリーガ・メヒカーナ・デ・ベイスボル（メキシカンリーグ）のタバスコ・オルメクスと契約した。ここでは9試合（うち先発6試合）に登板し、4勝1敗、防御率2.95を記録した。

### 統一時代
2025年3月7日、台湾プロ野球の統一ライオンズと契約した。
しかし、外国人枠の影響で一軍に昇格することはできず、7月26日に現役を引退することが発表された。

## 選手としての特徴

### 投球
制球は安定しており、主に先発投手として起用され、オーバースローから最速94.6mph（約152km/h）・平均91mph（約146km/h）のフォーシームを中心に、決め球の平均76mph（約122km/h）のカーブ、平均84mph（約135km/h）のチェンジアップを使用する。2014年までは平均83mph（約134km/h）のスライダーも使用していた。

### 打撃
DeNA時代の2017年には、レギュラーシーズンの序盤から投手を8番打者に起用する監督のアレックス・ラミレスの方針を背景に、対広島戦で大瀬良大地から2本の本塁打を記録する など、長打力もあり、打者としても活躍。同カード5試合で13打数7安打、打率.538・3本塁打・9打点という好成績を残した。レギュラーシーズン通算でも、21試合で48打数11安打、打率.229・3本塁打・12打点・OPS.740を記録した。横浜DeNAの投手が一軍公式戦で1シーズンに3本の本塁打を記録した事例は、大洋ホエールズ時代の1976年に平松政次が4本塁打を放って以来、41年ぶり5人目である。2018年にも対中日戦で1本の本塁打を放っている。
ラミレスからは「代打で使いたいぐらい、打席での構えが非常に良い」と高く評価された。投手も打線に組み込まれるセントラル・リーグの公式戦では珍しく、ウィーランドを先発投手に起用した試合では、降板を予定している状況でウィーランドに打席が回っても、「代打を送らず、そのまま打席へ立たせたうえで、次のイニングの冒頭に別の投手へ交代する」という起用法を複数回にわたって実行している。
2018年8月3日には、前日（2日）の対巨人戦で先発投手として7回3失点と好投したにもかかわらず、ラミレスの発案で当日の対広島戦（前述）に代打要員としてベンチ入り。11回裏に7番打者・嶺井博希の代打として出場すると、四球で出塁し、チームのサヨナラ勝利につなげた。

## 詳細情報

### 年度別投手成績
| 年 度    | 球 団    | 登 板 | 先 発 | 完 投 | 完 封 | 無 四 球 | 勝 利 | 敗 戦 | セ 丨 ブ | ホ 丨 ル ド | 勝 率 | 打 者 | 投 球 回 | 被 安 打 | 被 本 塁 打 | 与 四 球 | 敬 遠 | 与 死 球 | 奪 三 振 | 暴 投 | ボ 丨 ク | 失 点 | 自 責 点 | 防 御 率 | W H I P |
| -------- | -------- | ----- | ----- | ----- | ----- | -------- | ----- | ----- | -------- | ----------- | ----- | ----- | -------- | -------- | ----------- | -------- | ----- | -------- | -------- | ----- | -------- | ----- | -------- | -------- | ------- |
| 2012     | SD       | 5     | 5     | 0     | 0     | 0        | 0     | 4     | 0        | 0           | .000  | 119   | 27.2     | 26       | 5           | 9        | 2     | 1        | 24       | 1     | 0        | 16    | 14       | 4.55     | 1.27    |
| 2014     | SD       | 4     | 2     | 0     | 0     | 0        | 1     | 0     | 0        | 0           | 1.000 | 54    | 11.1     | 16       | 3           | 5        | 0     | 0        | 8        | 0     | 1        | 9     | 9        | 7.15     | 1.85    |
| 2015     | LAD      | 2     | 2     | 0     | 0     | 0        | 0     | 1     | 0        | 0           | .000  | 40    | 8.2      | 10       | 2           | 5        | 1     | 0        | 4        | 0     | 0        | 8     | 8        | 8.31     | 1.73    |
| 2016     | SEA      | 1     | 1     | 0     | 0     | 0        | 0     | 1     | 0        | 0           | .000  | 23    | 5.0      | 9        | 1           | 0        | 0     | 0        | 3        | 0     | 0        | 6     | 6        | 10.80    | 1.80    |
| 2017     | DeNA     | 21    | 21    | 1     | 1     | 0        | 10    | 2     | 0        | 0           | .833  | 541   | 133.0    | 114      | 14          | 37       | 0     | 2        | 112      | 1     | 0        | 46    | 44       | 2.98     | 1.14    |
| 2018     | DeNA     | 16    | 16    | 0     | 0     | 0        | 4     | 9     | 0        | 0           | .308  | 410   | 92.0     | 108      | 16          | 31       | 3     | 5        | 82       | 1     | 1        | 59    | 51       | 4.99     | 1.51    |
| 2019     | 起亜     | 28    | 28    | 0     | 0     | 0        | 8     | 10    | 0        | 0           | .444  | 726   | 165.0    | 191      | 17          | 59       | 1     | 5        | 137      | 4     | 0        | 95    | 87       | 4.75     | 1.64    |
| MLB：4年 | MLB：4年 | 12    | 10    | 0     | 0     | 0        | 1     | 6     | 0        | 0           | .143  | 236   | 52.2     | 61       | 11          | 19       | 3     | 1        | 39       | 1     | 1        | 39    | 37       | 6.32     | 1.52    |
| NPB：2年 | NPB：2年 | 37    | 37    | 1     | 1     | 0        | 14    | 11    | 0        | 0           | .560  | 951   | 225.0    | 222      | 30          | 68       | 3     | 7        | 194      | 2     | 1        | 105   | 95       | 3.80     | 1.29    |
| KBO：1年 | KBO：1年 | 28    | 28    | 0     | 0     | 0        | 8     | 10    | 0        | 0           | .444  | 726   | 165.0    | 191      | 17          | 59       | 1     | 5        | 137      | 4     | 0        | 95    | 87       | 4.75     | 1.64    |

- 2020年度シーズン終了時

### 記録
NPB
投手記録
- 初登板・初先発登板：2017年4月6日、対読売ジャイアンツ3回戦（横浜スタジアム）、6回2失点で勝敗つかず
- 初奪三振：同上、1回表に中井大介から空振り三振
- 初勝利・初先発勝利：2017年4月28日、対広島東洋カープ4回戦（横浜スタジアム）、5回0/3を3失点
- 初完投・初完封勝利：2017年9月25日、対阪神タイガース22回戦（阪神甲子園球場）、9回無失点5安打4奪三振

打撃記録
- 初打席：2017年4月6日、対読売ジャイアンツ3回戦（横浜スタジアム）、2回裏に吉川光夫から空振り三振
- 初安打・初打点：2017年4月28日、対広島東洋カープ4回戦（横浜スタジアム）、4回裏に加藤拓也から中前適時打
- 初本塁打：2017年5月17日、対広島東洋カープ8回戦（MAZDA Zoom-Zoom スタジアム広島）、6回表に大瀬良大地から左越ソロ

### 背番号
- 43（2012年 - 2014年、2025年）
- 45（2015年）
- 47（2016年）
- 56（2017年 - 2019年）